# Bloc d'habitatges Pérez Xifra
El Bloc d'habitatges Pérez Xifra és una obra de Girona inclosa a l'Inventari del Patrimoni Arquitectònic de Catalunya.

## Descripció
És un edifici residencial plurifamiliar formant xamfrà amb una forma lleugerament còncava, que dona las carrers Gran Via de Jaume I i C/ de Joan Maragall. El basament comprèn la planta baixa i l'entresòl, amb un porxo públic format per arcades en la part de Gran Via de Jaume I. Les finestres del primer pis tenen un petit balcó amb barana de ferro. L'edifici té un remat superior separat per una cornisa que recorre tot el perímetre de la façana.

## Història
L'edifici va ser construït entre els anys 1940 i 1950 per la immobiliària Girona.